# Austrocercoides
Austrocercoides is een geslacht van steenvliegen uit de familie Notonemouridae. De wetenschappelijke naam van het geslacht is voor het eerst geldig gepubliceerd in 1975 door Illies.

## Soorten
Austrocercoides omvat de volgende soorten:
- Austrocercoides bullata (Kimmins, 1951)
- Austrocercoides kondu Theischinger, 1993
- Austrocercoides neboissi Illies, 1975
- Austrocercoides tunta Theischinger, 1993
- Austrocercoides zwicki Illies, 1975